# Une Parisienne
Une Parisienne is een Franse komische film uit 1957 van regisseur Michel Boisrond, met in de hoofdrollen Brigitte Bardot, Charles Boyer en Henri Vidal. Bardot speelt de dochter van de Franse president, die haar vaders secretaris trouwt.

## Verhaal
Het verhaal speelt in hoge Franse regeringskringen. Een buitenlands vorstenpaar komt op staatsbezoek in Parijs. De bezoekende koning improviseert een korte trip naar de Rivièra, met een straaljager van zijn gastheren die hij zelf bestuurt. Hij laat zich clandestien vergezellen door Brigitte Laurier, de aantrekkelijke en getrouwde dochter van een van zijn gastheren. Politieke schandalen dreigen, maar uiteindelijk komt alles op zijn pootjes terecht.
Huwelijkstrouw is een rode draad in de film.

## Rolverdeling
| Acteur           | Personage                |
| ---------------- | ------------------------ |
| Charles Boyer    | Prins Charles            |
| Henri Vidal      | Michel Legrand           |
| Brigitte Bardot  | Brigitte Laurier         |
| Noël Roquevert   | Dr. d'Herblay            |
| Madeleine Lebeau | Monique Wilson           |
| Fernand Sardou   | Fernand                  |
| Claire Maurier   | Caroline Herblay         |
| Robert Pizani    | Mnouchkine               |
| Guy Tréjan       | Kolonel                  |
| Judith Magre     | Irma                     |
| André Luguet     | President Alcide Laurier |
| Nadia Gray       | Koningin Greta           |

## Achtergrond
- Volgens velen is 'Une parisienne' Brigitte Bardot's beste film, omdat zij haar acteertalent voor lichte komedie hierin volledig zou ontplooien;
- De plot heeft een licht wervelend tempo, met een slapstick-inslag;
- 'Une Parisienne' toont feministische trekjes, wat voor het Frankrijk van 1957 vermeldenswaardig is.